# Eleccions presidencials finlandeses de 2006
Els dies 15 i 29 de gener de 2006 es van celebrar a Finlàndia eleccions presidencials que van donar com a resultat la reelecció de Tarja Halonen com a presidenta de Finlàndia per a un segon mandat de sis anys.
La primera volta de les eleccions presidencials finlandeses se celebra sempre el tercer diumenge de gener, en aquest cas el 15 de gener de 2006. Com cap candidat va obtenir més de la meitat dels vots, el 29 de gener es va celebrar una segona volta entre els dos candidats millor situats de la primera, Tarja Halonen i Sauli Niinistö. Tarja Halonen, la presidenta en funcions, va guanyar la ronda final per 3,6 punts percentuals. La recentment elegida presidenta va prendre possessió formal del seu segon mandat l'1 de març, i ho hauria fet l'1 de febrer, de no haver estat necessària la segona volta d'acord amb l'article 55 de la Constitució.
El vot anticipat és possible en les eleccions finlandeses, i les dates per a això en la primera volta van ser els dies 4, 5 i 7 al 10 de gener. Els ciutadans finlandesos que votessin a l'estranger podien fer-lo del 4 al 7 de gener. Un avantatge d'aquest mètode és que els que ho fan poden elegir entre més col·legis electorals (normalment oficines de correus), mentre que el dia de les eleccions els col·legis electorals són fixos, normalment escoles, biblioteques o ajuntaments.